# Gura Humorului
Gura Humorului is een stad (oraș) in het Roemeense district Suceava. De stad telt 15.837 inwoners (2002).
In de gemeente ligt het Humorklooster uit 1530 waarvan de kloosterkerk op de Werelderfgoedlijst van UNESCO staat als een van de beschilderde kerken in Moldavië.

## Geboren
- Nathan Juran (1907-2002), Amerikaans-Roemeens filmregisseur
- Olha Kobyljanska (1863-1942), Oekraïense modernistische schrijfster en feministe